# La festa musicale
la festa musicale ist ein in Hannover angesiedeltes Barockorchester, das seinen Repertoireschwerpunkt auf hochbarocke Orchesterwerke, Kantaten und Oratorien legt.
Die Mitglieder sind in erster Linie Absolventen der Musikhochschule Hannover und Hochschule für Künste Bremen. Sie spielen auch in Barockensembles wie Cantus Cölln, Das Kleine Konzert, Collegium Cartusianum, Musica Alta Ripa, Hannoversche Hofkapelle, Lautten Compagney.
Bisherige Auftritte hatten die Musiker des Ensembles u. a. bei den Internationalen Händel-Festspielen Göttingen und den Händel-Festspielen Halle, dem Rheingau Musik Festival, im Zentrum für Telemann-Pflege und -Forschung Magdeburg, beim Usedomer Musikfestival, aber auch außerhalb Deutschlands.
Konzertmeisterin des Ensembles ist Anne Marie Harer.

## Diskografie (Auszug)
- Bach & Sandström (2015; Rondeau[2]), Motetten. Kammerchor Hannover, la festa musicale, Ltg. Stephan Doormann[3]
- Gregor Joseph Werner: Salve Reginas & Pastorellas (2021; Audite[4]) mit  Magdalene Harer, Johannes Euler, Georg Poplutz und Markus Flaig, Leitung Lajos Rovatkay
- Gregor Joseph Werner: Requiem c-moll (2022; Audite[5]) mit Magdalene Harer, Anne Bierwirth, Tobias Hunger und Markus Flaig sowie Voktett Hannover; Leitung Lajos Rovatkay
- Gregor Joseph Werner: Messen & Motetten (2023; Audite[6])  mit Magdalene Harer, Anne Bierwirth, Tobias Hunger und Markus Flaig sowie Voktett Hannover; Leitung Lajos Rovatkay
- Gregor Joseph Werner: Antonio Caldara (2024; Audite[7]) mit Voktett Hannover; Leitung Lajos Rovatkay